# Liste der Mitglieder des Senats im 13. Kongress der Vereinigten Staaten
Die Senatoren im 13. Kongress der Vereinigten Staaten wurden zu einem Drittel 1812 und 1813 neu gewählt. Vor der Verabschiedung des 17. Zusatzartikels 1913 wurde der Senat nicht direkt gewählt, sondern die Senatoren wurden von den Parlamenten der Bundesstaaten bestimmt. Jeder Staat wählt zwei Senatoren, die unterschiedlichen Klassen angehören. Die Amtszeit beträgt sechs Jahre, alle zwei Jahre wird für die Sitze einer der drei Klassen gewählt. Zwei Drittel des Senats bestehen daher aus Senatoren, deren Amtszeit noch andauert.
Die Amtszeit des 13. Kongresses ging vom 4. März 1813 bis zum 3. März 1815, seine erste Tagungsperiode fand vom 24. Mai bis zum 2. August 1813 in Washington, D.C. statt, die zweite Periode vom 6. Dezember 1813 bis zum 18. April 1814 und die dritte Periode vom 19. September 1814 bis zum 3. März 1815.

## Zusammensetzung und Veränderungen
Im 12. Kongress saßen am Ende seiner Amtszeit 30 Republikaner (heute meist Demokratisch-Republikanische Partei genannt) und sechs Föderalisten. Der Föderalist James A. Bayard aus Delaware trat zum Ende des 12. Kongresses zurück, zwei Sitze gingen den Republikanern verloren, da die Parlamente von New Hampshire und Maryland sich nicht auf Senatoren einigen konnten, außerdem konnten die Föderalisten einen Sitz von den Republikanern erobern. Damit hatte der 13. Kongress zunächst 27 republikanische und sechs föderalistische Mitglieder, drei Sitze waren vakant. Die vakanten Sitze wurden kurz vor bzw. nach Beginn der ersten Sitzungsperiode wieder besetzt, wobei ein Republikaner ernannt und zwei Föderalisten gewählt wurden, so dass das Verhältnis auf 28 Republikaner gegen acht Föderalisten verkürzt wurde, mit der Nachwahl in New Hampshire im Juni 1813, die ein Föderalist gewann, stand es dann 29 Republikaner gegen neun Föderalisten. Weitere Nachwahlen, die wegen mehrerer Rücktritte und zweier Todesfälle nötig wurden, änderten bis Mitte 1814 nichts daran. Im Juni 1814 wurde in New Hampshire der Föderalist Thomas W. Thompson als Nachfolger für den verstorbenen Republikaner Nicholas Gilman gewählt, womit das Verhältnis bei 26 zu zehn lag. Im Dezember wählte das Parlament von North Carolina den Republikaner Francis Locke gegen seinen ausdrücklichen Willen zum Senator. Da Locke das Amt nie antrat, lag das Stimmenverhältnis am Ende des 13. Kongresses damit effektiv bei 25 zu zehn.

## Spezielle Funktionen
Nach der Verfassung der Vereinigten Staaten ist der Vizepräsident der Vorsitzende des Senats, ohne ihm selbst anzugehören. Bei Stimmengleichheit gibt seine Stimme den Ausschlag. Zu Beginn des 13. Kongresses war Elbridge Gerry Vizepräsident, der am 23. November 1814 als zweiter Vizepräsident im Amt starb. Im Gegensatz zur heutigen Praxis leitete der Vizepräsident bis ins späte 19. Jahrhundert tatsächlich die Senatssitzungen. Ein Senator wurde zum Präsidenten pro tempore gewählt, der bei Abwesenheit des Vizepräsidenten den Vorsitz übernahm. Vom 4. März bis zum 23. März 1813 war weiter der vom 12. Kongress gewählte William Harris Crawford Präsident pro tempore, vom 6. November 1813 bis zum 3. Februar 1814 Joseph Bradley Varnum und vom 18. April 1814 bis zum 25. November 1814 sowie vom 25. November 1814 bis zum Ende des Kongresses am 3. März 1815 John Gaillard, der dies im gesamten 14. Kongress sowie im 15. Kongress bis zum 4. März 1817 blieb. Durch Gerrys Tod wäre Gaillard nach der damaligen Regelung der Nachfolger des Präsidenten gewesen, wäre dieser ausgefallen.

## Liste der Senatoren
Unter Partei ist vermerkt, ob ein Senator der Föderalistischen Partei oder der Republikanischen Partei zugerechnet wird, unter Staat sind die Listen der Senatoren des jeweiligen Staats verlinkt. Die reguläre Amtszeit richtet sich nach der Senatsklasse: Senatoren der Klasse I waren bis zum 3. März 1815 gewählt, die der Klasse II bis zum 3. März 1817 und die der Klasse III bis zum 3. März 1819. Das Datum gibt an, wann der entsprechende Senator in den Senat aufgenommen wurde, eventuelle frühere Amtszeiten nicht berücksichtigt. Unter Sen. steht die fortlaufende Nummer der Senatoren in chronologischer Ordnung, je niedriger diese ist, umso größer ist in der Regel die Seniorität des Senators. Die Tabelle ist mit den Pfeiltasten sortierbar.
| Senator                   | Partei         | Staat          | Klasse | Datum         | Sen. | Anmerkung                                                     |
| ------------------------- | -------------- | -------------- | ------ | ------------- | ---- | ------------------------------------------------------------- |
| Samuel W. Dana            | Föderalist     | Connecticut    | I      | 10. Mai 1810  | 157  |                                                               |
| Chauncey Goodrich         | Föderalist     | Connecticut    | III    | 25. Okt. 1807 | 142  | trat im Mai 1813 zurück                                       |
| David Daggett             | Föderalist     | Connecticut    | III    | 13. Mai 1813  | 176  | gewählt als Nachfolger für Goodrich                           |
| Outerbridge Horsey        | Föderalist     | Delaware       | I      | 12. Jan. 1810 | 156  |                                                               |
| William H. Wells          | Föderalist     | Delaware       | II     | 28. Mai 1813  | 82   | früher im 5. bis 9. Kongress                                  |
| William Harris Crawford   | Republikaner   | Georgia        | II     | 7. Nov. 1807  | 143  | Präsident pro tempore trat am 23. März 1813 zurück            |
| William Bellinger Bulloch | Republikaner   | Georgia        | II     | 8. Apr. 1813  | 174  | ernannt als Nachfolger von Crawford                           |
| William Wyatt Bibb        | Republikaner   | Georgia        | II     | 6. Nov. 1813  | 179  | gewählt als Nachfolger von Crawford                           |
| Charles Tait              | Republikaner   | Georgia        | III    | 27. Nov. 1809 | 154  |                                                               |
| George M. Bibb            | Republikaner   | Kentucky       | II     | 4. März 1811  | 160  | trat am 23. August 1814 zurück                                |
| George Walker             | Republikaner   | Kentucky       | II     | 30. Aug. 1814 | 184  | ernannt als Nachfolger von Bibb                               |
| William T. Barry          | Republikaner   | Kentucky       | II     | 2. Feb. 1815  | 187  | gewählt als Nachfolger von Bibb                               |
| Jesse Bledsoe             | Republikaner   | Kentucky       | III    | 4. März 1813  | 169  | trat am 24. Dezember 1814 zurück                              |
| Isham Talbot              | Republikaner   | Kentucky       | III    | 2. Feb. 1815  | 188  | gewählt als Nachfolger von Bledsoe                            |
| James Brown               | Republikaner   | Louisiana      | II     | 5. Feb. 1813  | 168  |                                                               |
| Eligius Fromentin         | Republikaner   | Louisiana      | III    | 4. März 1813  | 171  |                                                               |
| Samuel Smith              | Republikaner   | Maryland       | I      | 4. März 1803  | 114  |                                                               |
| Robert Henry Goldsborough | Föderalist     | Maryland       | III    | 21. Mai 1813  | 177  |                                                               |
| James Lloyd               | Föderalist     | Massachusetts  | I      | 9. Juni 1808  | 144  | trat am 1. Mai 1813 zurück                                    |
| Christopher Gore          | Föderalist     | Massachusetts  | I      | 5. Mai 1813   | 175  | gewählt als Nachfolger von Lloyd                              |
| Joseph B. Varnum          | Republikaner   | Massachusetts  | II     | 29. Juni 1811 | 162  | Präsident pro tempore                                         |
| Nicholas Gilman           | Republikaner   | New Hampshire  | II     | 4. März 1805  | 127  | starb am 2. Mai 1814                                          |
| Thomas W. Thompson        | Föderalist     | New Hampshire  | II     | 24. Juni 1814 | 183  | gewählt als Nachfolger von Gilman                             |
| Charles Cutts             | Republikanera) | New Hampshire  | III    | 21. Juni 1810 | 158  | ernannt als sein eigener Nachfolger                           |
| Jeremiah Mason            | Föderalist     | New Hampshire  | III    | 10. Juni 1813 | 178  | gewählt als Nachfolger von Cutts                              |
| John Lambert              | Republikaner   | New Jersey     | I      | 4. März 1809  | 149  |                                                               |
| John Condit               | Republikaner   | New Jersey     | II     | 21. März 1809 | 117  | früher im 8. bis 10. Kongress                                 |
| Obadiah German            | Republikaner   | New York       | I      | 4. März 1809  | 148  |                                                               |
| Rufus King                | Föderalist     | New York       | III    | 4. März 1813  | 22   | früher im 1. bis 4. Kongress                                  |
| James Turner              | Republikaner   | North Carolina | II     | 4. März 1805  | 130  |                                                               |
| David Stone               | Republikaner   | North Carolina | III    | 4. März 1813  | 100  | früher im 7. bis 9. Kongress trat am 24. Dezember 1814 zurück |
| Francis Locke             | Republikaner   | North Carolina | III    | Dez. 1814     | 180b | gewählt als Nachfolger von Stone                              |
| Thomas Worthington        | Republikaner   | Ohio           | I      | 15. Dez. 1810 | 116  | früher im 8. und 9. Kongress trat am 1. Dezember 1814 zurück  |
| Joseph Kerr               | Republikaner   | Ohio           | I      | 10. Dez. 1814 | 185  | gewählt als Nachfolger von Worthington                        |
| Jeremiah Morrow           | Republikaner   | Ohio           | III    | 4. März 1813  | 173  |                                                               |
| Michael Leib              | Republikaner   | Pennsylvania   | I      | 9. Jan. 1809  | 146  | trat am 14. Februar 1814 zurück                               |
| Jonathan Roberts          | Republikaner   | Pennsylvania   | I      | 24. Feb. 1814 | 181  | gewählt als Nachfolger von Leib                               |
| Abner Lacock              | Republikaner   | Pennsylvania   | III    | 4. März 1813  | 172  |                                                               |
| William Hunter            | Föderalist     | Rhode Island   | I      | 28. Okt. 1811 | 164  |                                                               |
| Jeremiah B. Howell        | Republikaner   | Rhode Island   | II     | 4. März 1811  | 161  |                                                               |
| John Taylor               | Republikaner   | South Carolina | II     | 31. Dez. 1810 | 159  |                                                               |
| John Gaillard             | Republikaner   | South Carolina | III    | 6. Dez. 1804  | 125  | Präsident pro tempore                                         |
| Joseph Anderson           | Republikaner   | Tennessee      | I      | 26. Sep. 1797 | 70   |                                                               |
| George W. Campbell        | Republikaner   | Tennessee      | II     | 8. Okt. 1811  | 163  | trat am 11. Februar 1814 zurück                               |
| Jesse Wharton             | Republikaner   | Tennessee      | II     | 17. März 1814 | 182  | ernannt als Nachfolger von Campbell                           |
| Jonathan Robinson         | Republikaner   | Vermont        | I      | 10. Okt. 1807 | 141  |                                                               |
| Dudley Chase              | Republikaner   | Vermont        | III    | 4. März 1813  | 170  |                                                               |
| Richard Brent             | Republikaner   | Virginia       | I      | 4. März 1809  | 147  | starb am 30. Dezember 1814                                    |
| James Barbour             | Republikaner   | Virginia       | I      | 2. Jan. 1815  | 186  | gewählt als Nachfolger von Brent                              |
| William Branch Giles      | Republikaner   | Virginia       | II     | 11. Aug. 1804 | 120  | trat am 3. März 1815 zurück                                   |

- Republikaner bezeichnet Angehörige der heute meist als Demokratisch-Republikanische Partei oder Jeffersonian Republicans bezeichneten Partei.
- a) Cutts wird in der Liste des Senats und anderen Quellen als Republikaner bezeichnet, in der Biographie des Senats steht „elected as a Federalist“, unter Party aber „Democratic Republican“.[6]
- b) Locke wurde gegen seinen Willen gewählt und trat das Amt nie an, insofern gibt es kein genaues Datum.[3]